# Filip Johansson
John Filip Valter Johansson (Surte, norte de Gotemburgo, 21 de junho de 1902 - 1 de novembro de 1976) foi um futebolista sueco.